# Leanne Mitchell
Leanne Mitchell (* 14. Dezember 1983 in Lowestoft, England) ist eine britische Popsängerin.

## Biografie
Leanne Mitchell bemühte sich bereits früh um einen Plattenvertrag und arbeitete als Sängerin bei Veranstaltungen für Urlaubsgäste. 2012 nahm sie an der ersten Ausgabe der Castingshow The Voice UK teil. Sie gehörte dem Team von Tom Jones an und setzte sich im Finale gegen die Favoritin Bo Bruce durch. Im Anschluss an das Finale wurde ihr Halbfinal- und Finalbeitrag Run to You, im Original von Whitney Houston, als Download veröffentlicht, erreichte aber nicht die Top 40. Als Siegerin erhielt sie einen hochdotierten Plattenvertrag von Universal.

## Diskografie
Lieder
- Run to You (2012)